# Cuivre (couleur)
Pour les articles homonymes, voir Cuivré et Cuivre (homonymie).

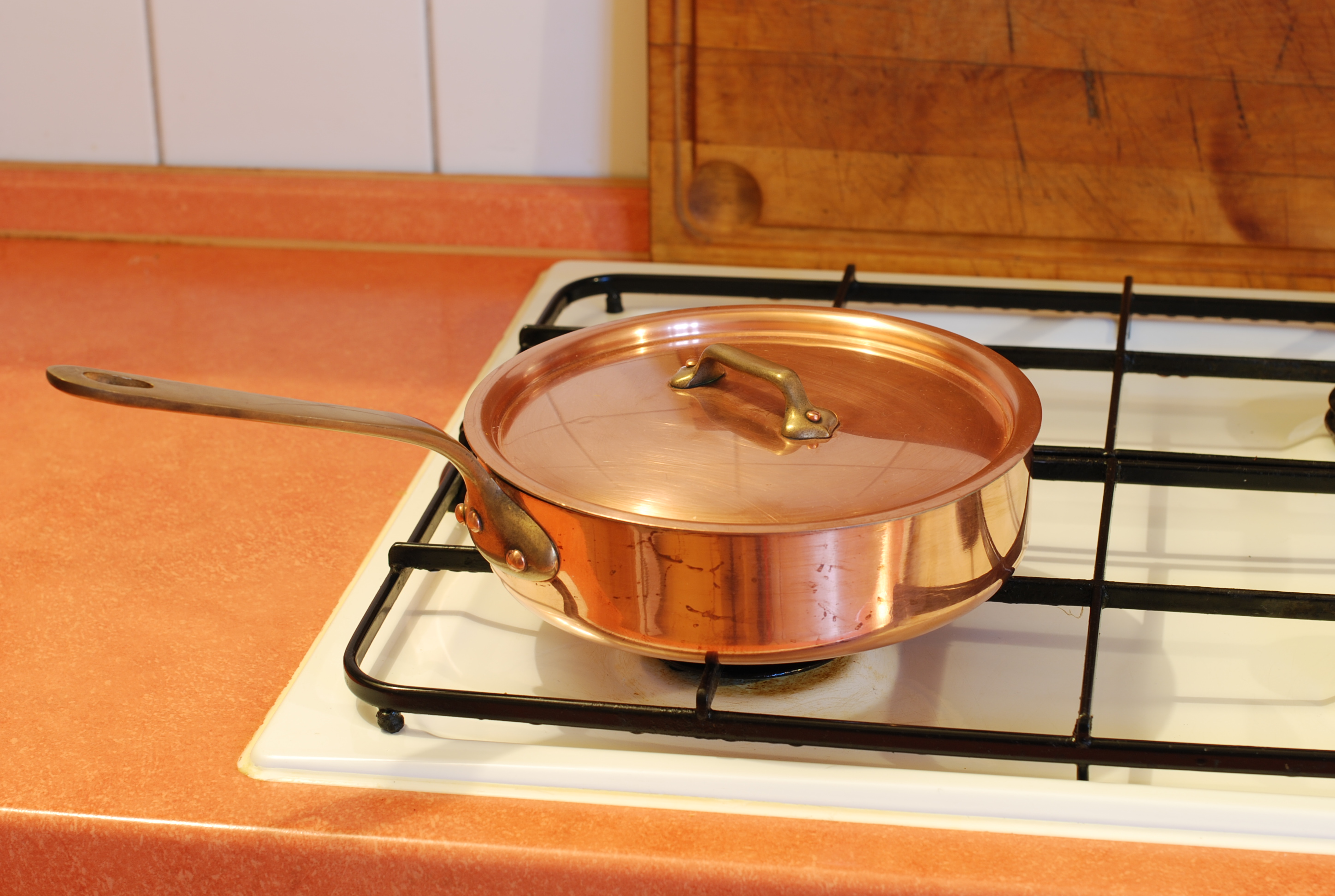
Sauteuse en cuivre.

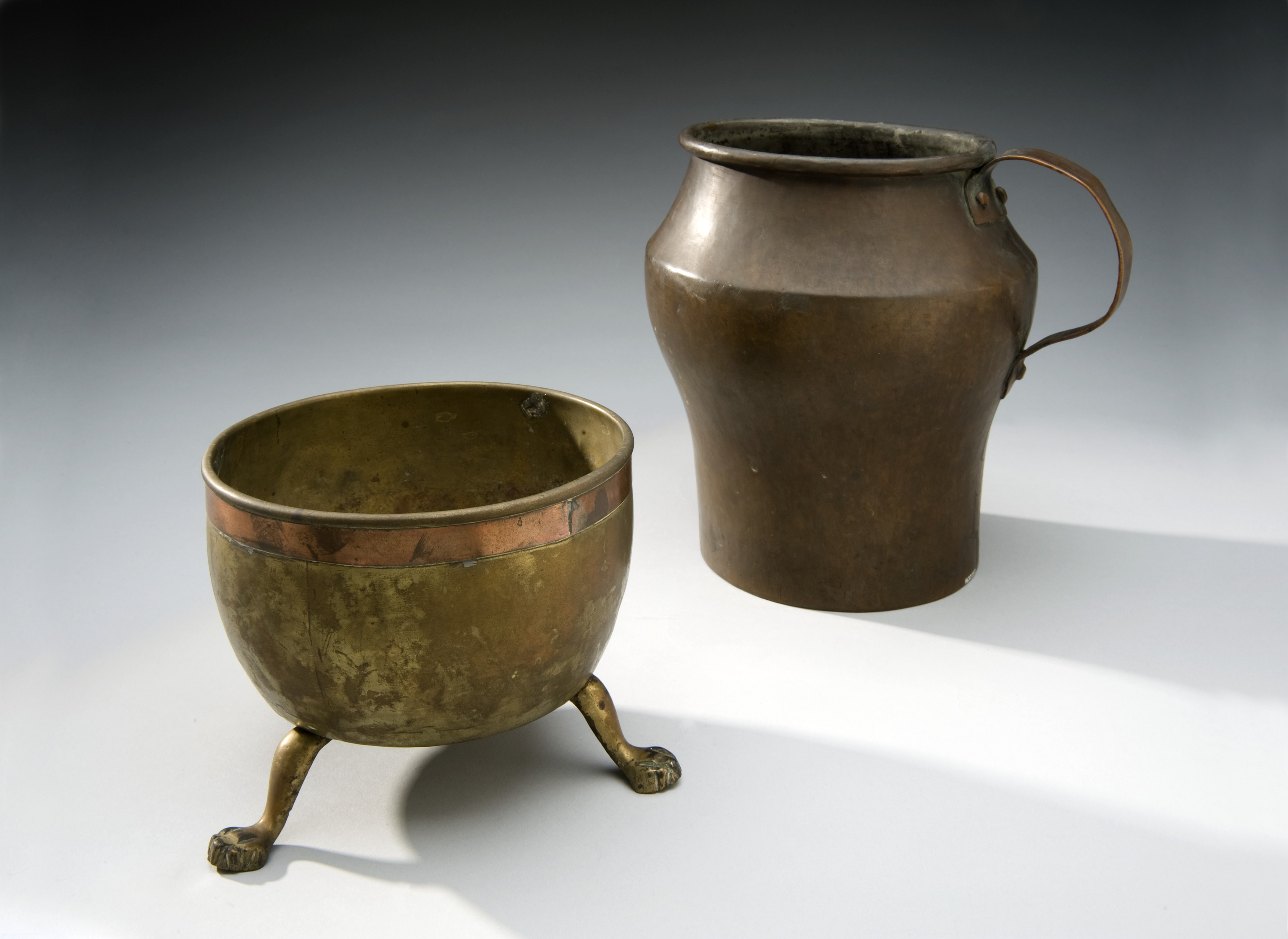
À droite, vieux cuivre.

Le nom de couleur cuivre désigne plusieurs nuances brunes tirant sur le rouge d'après la couleur du métal cuivre, dans son état peu oxydé. C'est une couleur brillante, caractérisée par l'importance des reflets sur la surface. L'adjectif cuivré s'applique à des couleurs ou les reflets rouges ou orangés rappellent ce métal. Il peut être modifié par clair, foncé ou d'autres adjectifs de couleur ; ainsi trouve-t-on des jaunes ou des rouges cuivrés, et surtout des teints de peau cuivrés. Cuivre décrit aussi des nuances particulières de cheveux roux.
Le nom de couleur chaudron « dans le commerce des étoffes, fait allusion à la couleur très rougeâtre des chaudrons et de certaines chaudières ». Les synonymes allemand et anglais sont plus explicites : « Altkupfer, Schmiedekupfer » ; « Reddish old copper » (vieux cuivre) (RC1, p. 96).
Le  nuancier RAL indique RAL 8029 Cuivre nacré.
Dans les nuanciers commerciaux, on trouve 3853 cuivre, 3857 cuivre rouge.

## Histoire
L'expression couleur cuivre est attestée en 1788, dans la description botanique d'un rosier.
Au XIXe siècle, Michel-Eugène Chevreul entreprit de repérer les couleurs entre elles et par rapport aux raies de Fraunhofer. Il évalue ainsi une plaque de cuivre poli orangé-jaune 15 ton et son reflet sur une feuille de papier blanc à 1 rouge-orangé 2 ton.
Le nom de couleur chaudron est attesté en 1879 : « Si vous voulez savoir la couleur à la mode, c'est la couleur chaudron et j'avoue que, les tons n'étant pas criards, elle vaut mieux que bien d'autres. »
Dix ans plus tard, Guignet remarque : « À certaines époques, la mode réclame impérieusement des couleurs rabattues, des nuances éteintes, comme vieux rose, vert réséda, vieil or, couleur chaudron, etc. ». Le nom de couleur apparaît sporadiquement dans le domaine de la mode, sans plus de précision quant à la teinte, les reflets, ou quelque autre caractéristique.
Le Répertoire de couleurs publié en 1905 par la Société des chrysanthémistes donne un échantillon Cuivre rouge, « couleur des ustensiles en cuivre rouge employés dans l'économie ménagère » (RC1, p. 70), mais aussi quatre tons de Rouge cuivré (RC1, p. 108), Vieux-rose cuivré (RC1, p. 147), Jaune cuivré (RC1, p. 32), Cuivre jaune (laiton) (RC1, p. 46), Orange cuivré (RC1, p. 56) ; et Abricot rougeâtre et Nankin rougeâtre sont parfois appelés Rouge cuivré ou Saumon cuivré (RC1, p. 63, 64).

## Reflets cuivrés
On constate parfois, avec certains pigments comme le bleu de Prusse ou le bleu phtalo, que les réflexions spéculaires sont plus rouges que la couleur examinée en lumière diffuse, ce qui constitue ce qu'on appelle communément, des reflets cuivrés ou un bronzage. Cela se produit lorsque les particules de pigment dépassent de la surface du liant de la peinture.
Les reflets cuivrés sont caractéristiques également de certaines teintes de cheveux ; vus à contre-jour, leur nuance est plus rouge.